# آرام شمالی معتدله

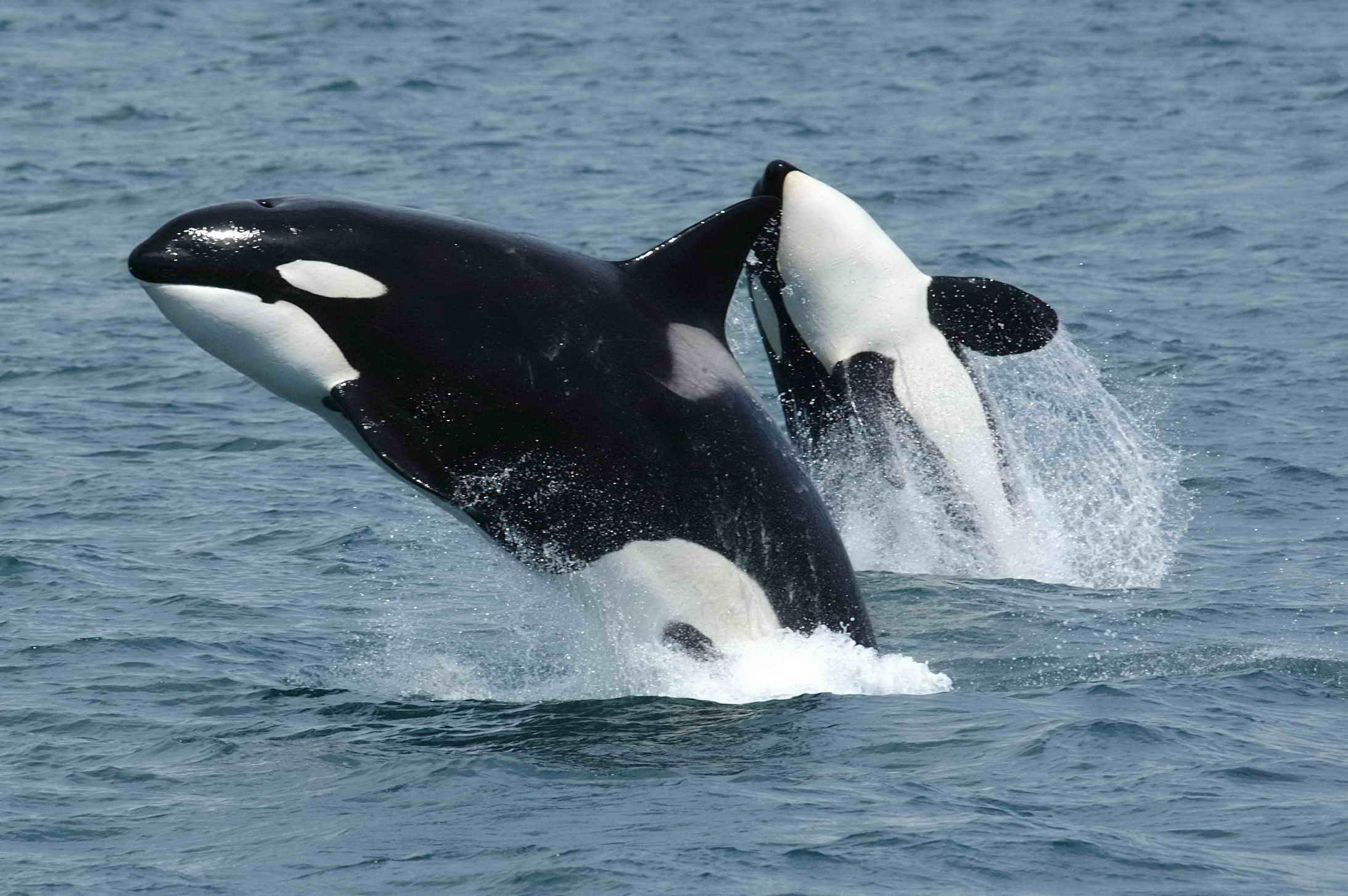
یک جفت نهنگ قاتل در سواحل جنوبی Unimak Island، آلاسکا

آرام شمالی معتدله (انگلیسی: Temperate Northern Pacific) یک منطقه زیست‌جغرافیایی دریایی در زمین است که آب‌های معتدله شمال اقیانوس آرام را در بر می‌گیرد.
آرام شمالی معتدله از طریق دریای برینگ به قلمرو شمالگان که شامل آب‌های قطبی اقیانوس شمالگان است، متصل می‌شود. قلمرو آرام شمالی معتدله به سمت جنوب به قلمروهای دریایی حاره‌ای اقیانوس آرام شامل آرام شرقی حاره‌ای در امتداد ساحل اقیانوس آرام قاره آمریکا، هند-آرام شرقی در مرکز اقیانوس آرام، و هند-آرام مرکزی در غرب حوضه اقیانوسی آرام گذار و تغییر دارد. تنگه تایوان مرز میان قلمروهای آرام شمالی معتدله و هند-آرام مرکزی به‌شمار می‌رود.
جانوران مشخصه این قلمرو شامل ماهی قزل‌آلا و ماهی آزاد اقیانوس آرام (کج‌بینی‌ها)، نهنگ خاکستری و نهنگ حقیقی آرام شمالی است.

## زیربخش‌ها
آرام شمالی معتدله به استان‌های دریایی و استان‌های دریایی به بوم‌ناحیه‌ها دریایی تقسیم می‌شوند:

### آرام شمال‌غربی معتدله سرد
- دریای اختسک
- Kamchatka Shelf and Coast
- جریان اویاشیو
- Northern Honshu
- دریای ژاپن
- دریای زرد

### آرام شمال‌غربی معتدله گرم
- Central Kuroshio Current
- دریای شرقی چین

### آرام شمال‌شرقی معتدله سرد
- جزایر آلیوتی
- خلیج آلاسکا
- North American Pacific Fjordland
- دریای سالیش
- Oregon, Washington, Vancouver Coast and Shelf
- شمال کالیفرنیا

### آرام شمال‌شرقی معتدله گرم
- Southern California Bight
- خلیج کالیفرنیا
- Magdalena Transition